# Richtlinie 2004/48/EG (Schutz der Rechte an geistigem Eigentum)
Die Richtlinie 2004/48/EG des Europäischen Parlaments und des Rates vom 29. April 2004 zur Durchsetzung der Rechte des geistigen Eigentums (ein verbreiteter inoffizieller Kurztitel ist Durchsetzungsrichtlinie; im Englischen ist der Kurztitel Intellectual Property Rights Enforcement Directive, abgekürzt zu IPR Enforcement Directive (IPRED) oder nur Enforcement Directive üblich, auch teilweise eingedeutscht zu Enforcement-Richtlinie) ist ein Rechtsakt der Europäischen Gemeinschaft auf dem Gebiet des gewerblichen Rechtsschutzes. Sie zielt in erster Linie darauf ab, einen gleichwertigen Schutz des geistigen Eigentums in den Mitgliedstaaten zu gewährleisten. Sie dient der Umsetzung der Vorgaben der Artikel 44 ff. des TRIPS-Übereinkommens. Ihr Zweck ist es, die Bekämpfung von Produktpiraterie mit zivilrechtlichen Mitteln, insbesondere denen des Zivilprozessrechts, effektiver zu gestalten. Dabei werden vor allem die Informationsgewinnung im Vorfeld eines etwaigen Prozesses, der vorläufige Rechtsschutz und das Beweisverfahren erfasst. Daneben enthält sie aber auch Vorgaben für das materielle Zivil- und das Strafrecht.

## Inhalt der Richtlinie

### Ziele
Die Richtlinie verfolgt nach Angaben des europäischen Gesetzgebers folgende Ziele:
- Angleichung der Regeln zum Schutz des geistigen Eigentums in den Mitgliedsstaaten der EU
- Förderung der Innovation und der Wettbewerbsfähigkeit der Unternehmen
- Erhalt von Arbeitsplätzen in Europa
- Verhinderung von Steuerausfällen und einer Destabilisierung der Märkte
- Schutz der Verbraucher
- Aufrechterhaltung der öffentlichen Ordnung

### Anwendungsbereich
Die Direktive ist prinzipiell bei sämtlichen Verletzungen des Immaterialgüterrechts anwendbar, die von der EU oder den Mitgliedsstaaten definiert wurden. Nicht betroffen sind u. a.:
- Bestimmungen über die Durchsetzung der Rechte auf dem Gebiet des Urheberrechts und verwandter Gebiete
- Verpflichtungen der Mitgliedsstaaten durch multilaterale Abkommen, wie z. B. das TRIPS-Abkommen
- Nationale Regelungen der Mitgliedsstaaten über Strafverfahren und Strafen bei Verletzungen des geistigen Eigentums.

Die Richtlinie 2004/48/EG wird durch die Richtlinie (EU) 2016/943 (Schutz von Geschäftsgeheimnissen) ergänzt.

### Vorgaben der Richtlinie
Die Mitgliedsstaaten der EU werden dazu verpflichtet, Maßnahmen und Verfahren einzuführen, die den Immaterialgüterrechtsschutz garantieren. Diese Maßnahmen sollen allerdings nicht zu einer Erschwerung des rechtmäßigen Handels führen. Die Beantragung dieser Maßnahmen erfolgt durch den Rechteinhaber bzw. seine Vertreter.
Bei Gerichtsverfahren über Verletzungen des Immaterialgüterrechts sollen folgende Standards eingehalten werden:
- Parteien eines Rechtsstreits über Verletzungen des Immaterialgüterrechts können zur Herausgabe von Beweismitteln verpflichtet werden. Auf Anordnung eines Gerichts kann dies auch die Herausgabe von Bank-, Finanz- oder Geschäftsunterlagen bedeuten. Weiterhin dürfen die Gerichte einstweilige Maßnahmen zur Sicherung der Beweismittel anordnen.
- Gerichte dürfen eine Person verpflichten, Auskünfte über Ursprung und Vertriebswege von Waren (bzw. Dienstleistungen) zu geben, wenn der Verdacht auf eine Verletzung des Immaterialgüterrechts besteht und der Rechteinhaber einen entsprechenden Antrag gestellt hat.
- Gerichte dürfen auf Antrag einstweilige Verfügungen gegen den mutmaßlichen Rechtsverletzer erlassen, um eine weitere Verletzung des Immaterialgüterrechts zu beenden.
- Gerichte haben die Möglichkeit, den Rückruf rechteverletzender Waren sowie die Vernichtung von Schwarzkopien und Nachahmungen anzuordnen. Sie können eine Verfügung gegen den Rechtsverletzer erlassen, deren Missachtung u. a. eine Geldstrafe zur Folge haben kann.

## Umsetzung ins nationale Recht
Die deutsche Umsetzung kam aufgrund einiger kontrovers diskutierter Fragen deutlich verspätet, sie hätte eigentlich bis Ende April 2006 erfolgen müssen. Der Europäische Gerichtshof stellte in einem Vertragsverletzungsverfahren auf Antrag der Europäischen Kommission am 5. Juni 2008 fest, dass Deutschland seiner Umsetzungspflicht nicht nachgekommen war. Die Richtlinie war daher nach Rechtsprechung des Bundesgerichtshofs in der Zeit vom Ablauf der Umsetzungsfrist bis zum Inkrafttreten des Umsetzungsgesetzes in Deutschland wenigstens in einzelnen Fragen direkt anwendbar.
Die Richtlinie wurde schließlich vom Bundestag am 11. April 2008 durch das Gesetz zur Verbesserung der Durchsetzung von Rechten des geistigen Eigentums in deutsches Recht umgesetzt, welches am 1. September 2008 in Kraft trat. Dieses änderte und ergänzte eine Reihe von Vorschriften des Urheberrechts-, des Patent-, des Gebrauchsmuster-, des Marken- und des Sortenschutzgesetzes sowie einzelne Vorschriften des Halbleiterschutzgesetzes, des Gesetzes über internationale Patentübereinkommen und der Kostenordnung.
Dem Vorschlag aus der Rechtswissenschaft, die jeweiligen Verfahrensvorschriften in einen „Allgemeinen Teil“ des Rechts des Geistigen Eigentums auszugliedern wurde nicht gefolgt, sondern die einzelnen Spezialgesetze des Geistigen Eigentums horizontal und weitgehend parallel angepasst. Anders als die Richtlinie mit ihrer stark prozessrechtlichen Tendenz, hat der deutsche Gesetzgeber bei der Umsetzung vorwiegend materiell-rechtliche Ansprüche normiert. Das ist mit europäischem Gemeinschaftsrecht konform, da bei Richtlinien die Mitgliedstaaten einen Spielraum in der Wahl der Mittel haben, solange mit diesen das vorgegebene Ziel erreicht wird.
Die größte praktische Auswirkung hat die Umsetzung der Richtlinie in Deutschland im Bereich des Drittauskunftanspruchs, insbesondere gegen Internetprovider in Fällen der Nutzung von Filesharing-Diensten, gefunden.

## Kritik
Die Richtlinie wurde vielfach kritisiert, unter anderem wegen ihrer angeblich drakonischen Herangehensweise, die den US-amerikanischen Digital Millennium Copyright Act (DMCA) imitiere. Die Kritik war von Seiten der Telekommunikationsindustrie und Teilen der Computerindustrie so groß, dass der ursprüngliche Entwurf stark abgeändert wurde. Eine Anzahl von Problemen sind nach Angaben der internationalen Bürgerrechtsorganisation IP Justice immer noch in der Richtlinie zu finden.